# Рожков, Георгий Иванович
Гео́ргий Ива́нович Рожко́в (6 мая 1926 — 10 декабря 2017, Клин) — слесарь Клинского термометрового завода Министерства приборостроения, средств автоматизации и систем управления СССР, Герой Социалистического Труда (1971).

## Биография
Родился в 1926 году на территории Тверской области в русской семье. Завершил обучение в ремесленном училище № 44 города Клина и трудоустроился в 1942 году на завод № 507, который производил вискозный порох для фронта. С марта 1944 года стал работать слесарем инструментального цеха на Клинском станкостроительном заводе, который в годы войны занимался производством минозаряжателей. 
В 1956 году перешёл работать на Клинский термометровый завод и отработал на этом предприятии 50 лет. Был отмечен званием «Лучший рационализатор Министерства приборостроения».
Указом Президиума Верховного Совета СССР от 20 апреля 1971 года за достижение высоких показателей в производстве и успехи в промышленности Георгию Ивановичу Рожкову было присвоено звание Героя Социалистического Труда с вручением ордена Ленина и медали «Серп и Молот».
Трудился на заводе после выхода на пенсию в 1976 году. На заслуженный отдых отправился в 2006 году.
Жил в городе Клин Московской области.
Умер 10 декабря 2017 года. Похоронен на Белавинском кладбище городского округа Клин.

## Награды
За трудовые успехи был удостоен:
- золотая звезда «Серп и Молот» (20.04.1971)
- орден Ленина (20.04.1971)
- Орден Знак Почёта (02.07.1966)
- другие медали.